# Elezioni generali in Kenya del 2007
Le elezioni generali in Kenya del 2007 si tennero il 27 dicembre per l'elezione del Presidente e dei membri del Parlamento.

## Risultati

### Elezioni presidenziali
| Candidati       | Partiti                                        | Voti      | %     |
| --------------- | ---------------------------------------------- | --------- | ----- |
| Mwai Kibaki     | Partito di Unità Nazionale                     | 4 584 721 | 46,42 |
| Raila Odinga    | Movimento Democratico Arancione                | 4 352 993 | 44,07 |
| Kalonzo Musyoka | Movimento Democratico Arancione - Kenya        | 879 903   | 8,91  |
| Joseph Karani   | Partito della Fiducia Patriottica del Kenya    | 21 171    | 0,21  |
| Pius Muiru      | Partito del Popolo del Kenya                   | 9 667     | 0,10  |
| Nazlin Omar     | Partito del Congresso dei Lavoratori del Kenya | 8 624     | 0,09  |
| Kenneth Matiba  | Saba Saba Asili                                | 8 046     | 0,08  |
| David Ng'ethe   | Chama cha Umma                                 | 5 976     | 0,06  |
| Nixon Kukubo    | Partito Repubblicano del Kenya                 | 5 927     | 0,06  |
| Totale          | Totale                                         | 9 877 028 | 100   |

### Elezioni parlamentari
| Liste                                                | Voti | % | Seggi |
| ---------------------------------------------------- | ---- | - | ----- |
| Movimento Democratico Arancione                      |      |   | 99    |
| Partito di Unità Nazionale                           |      |   | 43    |
| Movimento Democratico Arancione - Kenya              |      |   | 16    |
| Unione Nazionale Africana del Kenya                  |      |   | 14    |
| Safina                                               |      |   | 5     |
| Coalizione Nazionale Arcobaleno - Kenya              |      |   | 4     |
| Forum per la restaurazione della Democrazia - Popolo |      |   | 3     |
| Coalizione Nazionale Arcobaleno                      |      |   | 3     |
| Chama cha Uzalendo                                   |      |   | 2     |
| Partito Democratico                                  |      |   | 2     |
| Nuovo Forum per la Restaurazione della Democrazia    |      |   | 2     |
| Partito dei Candidati Indipendenti del Kenya         |      |   | 2     |
| Sisi Kwa Sisi                                        |      |   | 2     |
| Altri                                                |      |   | 10    |
| Totale                                               |      |   | 207   |